# Agustina Sánchez
Agustina Sánchez Miranda (Nueva Helvecia, Colonia, Uruguay; 11 de septiembre de 1999) es una futbolista uruguaya. Juega de guardameta en Belgrano de la Primera División A de Argentina.

## Trayectoria

### Inicios
Comenzó jugando al fútbol callejero con sus vecinos y primos, se unió a Nacional de Nueva Helvecia cuando fue a acompañar a uno de sus primos al club y jugó futsal con varones, al principio lo hacía como futbolista de campo pero cuando quedó vacante el puesto del arco ella ocupó el lugar y desde entonces se desempeña como guardameta.

### Nacional
A principios del año 2020 deja su antiguo club y comienza a formar parte de Nacional. Permanece en el equipo por dos años, en los cuales ganó un Campeonato Uruguayo y disputó la Copa Libertadores.

### Rosario Central
En enero de 2022 llega a El Canalla con la intención de sumarse como refuerzo. El 18 de febrero el club hace oficial la firma de contrato de la futbolista uruguaya por un año.

## Selección nacional
Formó parte de las selecciones juveniles Sub-17 y Sub-20, disputando Campeonatos Sudamericanos con dichas categorías. También ha sido convocada a la Selección Mayor.

## Estadísticas

### Clubes
| Club                       | País      | Año             |
| -------------------------- | --------- | --------------- |
| Nacional de Nueva Helvecia | Uruguay   | ???? - 2020     |
| Nacional                   | Uruguay   | 2020 - 2022     |
| Rosario Central            | Argentina | 2022 - presente |